# دوري أبطال الكونكاكاف
دوري أبطال أمريكا الشمالية والوسطى والكاريبي أو اختصاراً دوري أبطال الكونكاكاف (بالإنجليزية: CONCACAF Champions League) أو دوري سكوتيابانك لأبطال الكونكاكاف (بالإنجليزية: Scotiabank CONCACAF Champions League) لأسباب الرعاية، كانت تعرف سابقاً باسم كأس أبطال الكونكاكاف (بالإنجليزية: CONCACAF Champions' Cup)، هي بطولة كرة قدم دولية سنوية تقام للأندية في قارة أمريكا الشمالية منذ عام 1962 تحت إشراف كونكاكاف.
يتأهل الفائز في المسابقة إلى بطولة كأس العالم للأندية لكرة القدم.
فاز باللقب 27 نادي من 9 أصل اتحادات مختلفة، 12 نادي منهم فازوا باللقب لأكثر من مرة. 
 وتعتبر الأندية المكسيكية الأنجح على مستوي المسابقة، فقد توجت باللقب 37 مرة ونالوا مركز الوصيف 19 مرة، بينما احتلت الأندية الكوستاريكية المركز الثاني بواقع 6 ألقاب. يُعد نادي أمريكا كروز أزول هما الأكثر فوزاً باللقب برصيد 7 بطولات.لكل نادي 
بطل موسم 2022 هو سياتل ساوندرز الأمريكي للمرة الأولى في تاريخه منهياً بذلك احتكار الأندية المكسيكية للبطولة بعد فوزه في النهائي على أونيفرسيداد ناسيونال المكسيكي بنتيجة 5 - 2 في مجموع المباراتين.

## نشأة البطولة
في البداية تم إنشاء اتحاد أمريكا الشمالية وأمريكا الوسطى لكرة القدم الكونكاكاف عام 1961، لتستطيع الأندية في هذه المنطقة بالمشاركة في كوبا ليبرتادوريس ثم يمكنهم التأهل إلى كأس الإنتركونتيننتال، إلا أن مشاركتهم رفضت في كلا البطولتين، فتم إنشاء بطولة كأس أبطال الكونكاكاف عام 1962.

## التاريخ
قبل عام 2008، كانت البطولة تسمى رسميًا «كأس أبطال الكونكاكاف»، ولكن كان يشار إليها عادةً باسم «كأس الأبطال» 
 كان للمنافسة تنسيقات مختلفة على مدار حياتها، من عام 1962 حتى عام 2024، كان يتم تحديد المتأهلين للتصفيات النهائية، أو الأندية المشاركة في الجولة النهائية، من قبل الأندية التي تتأهل من خلال قوسين منفصلين: تصفيات جزيرة الكاريبي ومسابقة تأهيل أمريكا الشمالية والوسطى، في البداية، شارك فقط أبطال دوريات أمريكا الشمالية، في عام 1971، بدأ الوصيف في عدد قليل من بطولات الدوري في أمريكا الشمالية بالانضمام وبدأت البطولة في التوسع، ثم دمجت مراحل المجموعة المستديرة وإضافة المزيد من الفرق، بعد إنشاء الدوري الأمريكي الممتاز.

### عصر كأس الأبطال (1962-2008)
وهو الشكل السابق للمسابقة بطولة خروج المغلوب وتسمى «كأس الأبطال»، تم لعبها بأشكال مختلفة، الشكل الأخير، المستخدم من 2004 إلى 2008، كان يتنافس فيه أربعة من منطقة أمريكا الشمالية (اثنان من المكسيك، اثنان من الولايات المتحدة)، ثلاثة من منطقة أمريكا الوسطى وواحد من منطقة البحر الكاريبي، منذ عام 2005، حصل بطل المسابقة أيضًا على بطاقة تأهل لكأس العالم للأندية، مما أعطى الأندية حافزًا إضافيًا للمشاركة القوية واهتمامًا أكبر من الجماهير، كما أن وصيف كأس الأبطال يكون أحد المدعوين الثلاثة من الكونكاكاف إلى كوبا سود أمريكانا.

### عصر دوري أبطال الكونكاكاف (2008-2017)

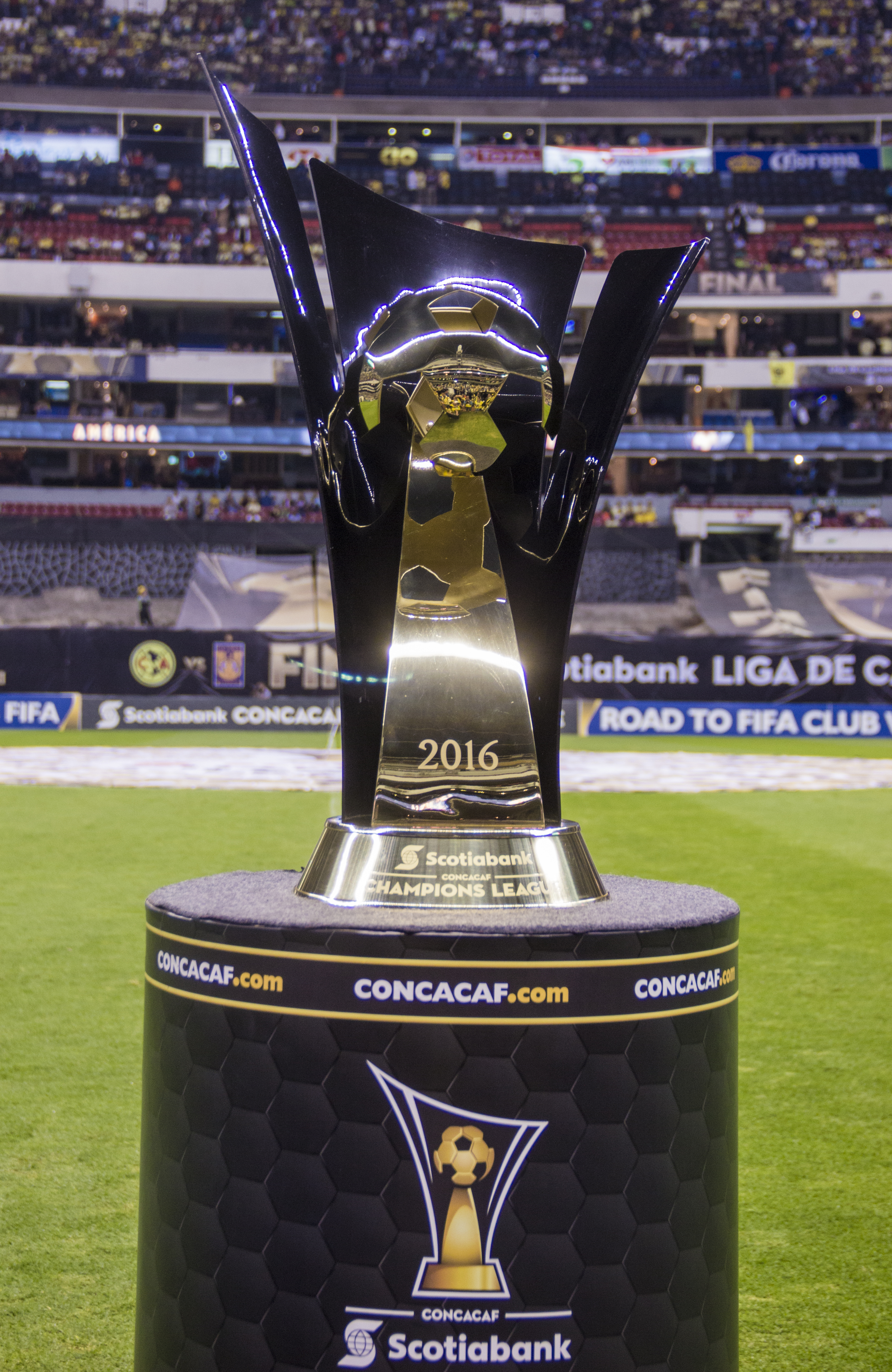
كأس البطولة موسم 2016

قررت اللجنة التنفيذية للكونكاكاف في اجتماعها في نوفمبر مِن عام 2006 العمل على اقتراح تم تحديده لأول مرة في عام 2003 من قبل رئيس المشاريع الخاصة آنذاك ميل برينان في اجتماعهم القادم من قبل سكرتارية الكونكاكاف لتطوير كأس أبطال الكونكاكاف إلى حدث أكبر، قدمت اللجنة التنفيذية للكونكاكاف في 14 نوفمبر 2007 بعض التفاصيل.
تم استخدام الشكل السابق لكأس الأبطال كما هو مخطط في مارس وأبريل 2008، بعد ذلك تم إجراء بطولة دوري أبطال الكونكاكاف الموسعة حديثًا بدءًا من أغسطس 2008 وتنتهي في مايو 2009، 
وقد اشتمل الإعداد الأولي على 24 فريقًا وتميزت الجولة التمهيدية بـ 16 فريقًا الفرق لتقليص عدد الفرق إلى 16 فريق، ال16 فريق تم تقسيمهم إلى أربع مجموعات من أربع فرق، بعد دور المجموعات، تقام جولة البطولة من دور ربع النهائي فصاعدًا.
منذ عام 2012، تم تقسيم الفرق الـ 24 إلى ثماني مجموعات من ثلاثة فرق، الفرق التي احتلت المركز الأول تأهلت إلى ربع النهائي، وأقيمت جميع مباريات ربع النهائي ونصف النهائي والنهائي على مباراتين.

### إعادة هيكلة البطولة (2018-2023)
في ديسمبر 2016، تحدث مانويل كوينتانيلا رئيس اتحاد نيكاراغوا لكرة القدم عن شكل جديد محتمل للمسابقة، في 23 يناير 2017، أكد الكونكاكاف على الشكل الجديد الذي بدأ مع نسخة 2018، مما ألغى مرحلة المجموعات التي تم توظيفها منذ إعادة تسمية المنافسة من كأس أبطال الكونكاكاف إلى دوري أبطال الكونكاكاف في عام 2008.
في إطار منصة الكونكاكاف الجديدة للمنافسة، يتنافس ناديًا في مسابقات الكونكاكاف. يتنافس 31 فريقًا في بطولة جديدة تُلعب في الفترة من أغسطس إلى ديسمبر، تُسمى دوري الكونكاكاف، يضم دوري الكونكاكاف 18 فريقًا من أمريكا الوسطى وثلاثة فرق من منطقة البحر الكاريبي وفريق واحد من أمريكا الشمالية، المتأهلون إلى نصف نهائي دوري الكونكاكاف والفائزان في مباراتان تحديد المتأهلان إلى دوري أبطال الكونكاكاف إلى دوري أبطال الكونكاكاف لينضمون إلى تسعة فرق من أمريكا الشمالية وفريق واحد من منطقة البحر الكاريبي.

### التوسع (مِن 2024)
في فبراير 2021، أعلن الكونكاكاف عن تعديل كبير للبطولة والذي كان سيشمل 50 فريقًا ومرحلة المجموعات الإقليمية، كان سيتم تقسيم عشرين فريقًا من أمريكا الشمالية وعشرين فريقًا من أمريكا الوسطى وعشرة فرق من منطقة البحر الكاريبي إلى مجموعات من خمسة فرق حيث سيتأهل إجمالي 16 فريقًا إلى مرحلة خروج المغلوب، تم التخلي عن هذا التنسيق ولم يتم استخدامه مطلقًا.
في 21 سبتمبر 2021، أعلن الكونكاكاف عن توسيع البطولة لتبدأ في 2024، ضمن الشكل جديد، سبعة وعشرون فريقًا سيشاركون في دوري أبطال الكونكاكاف؛ سيشارك اثنان وعشرون فريقًا في الجولة الأولى، الفائزون مِنهم سينضموا إلى خمسة فرق في الدور 16، قد تتأهل الفرق إلى دوري أبطال الكونكاكاف من خلال البطولات أو الكؤوس المحلية، أو من خلال مسابقات الكأس الإقليمية الخاصة بهم: كأس الدوريات لفرق من أمريكا الشمالية وكأس أمريكا الوسطى لفرق من أمريكا الوسطى وكأس أبطال الكاريبي لفرق مِن منطقة البحر الكاريبي.

## نظام البطولة
تستخدم البطولة نظام خروج المغلوب من 16 فريق، تتأهل تسعة فرق تلقائيًا بناءً على الأداء المحلي، مع الفرق الستة الأولى في آخِر نسخة مِن دوري الكونكاكاف، ومعهم بطل آخِر نسخة مِن كأس أبطال الكاريبي.
تتكون كل جولة من جولات المنافسة من مباراتين ذهاب وإياب (ما عدا النهائي حيث يلعب مباراة واحدة) مع تحديد الفائز من خلال مجموع الأهداف على كلا المباراتين، إذا تساوت الأهداف الإجمالية، يتم تطبيق قاعدة الأهداف خارج الأرض، إذا كانت الأهداف خارج الأرض متساوية أيضًا، يتم تحديد المباراة من خلال ركلات الجزاء الترجيحية لا وجود للوقت الإضافي مطلقًا في أي مباراة مِن البطولة.

## التأهل
يشارك ما مجموعه ستة عشر فريقًا في دوري أبطال الكونكاكاف: تسعة على الأقل من منطقة أمريكا الشمالية (من ثلاثة اتحادات)، فريق واحد على الأقل من منطقة البحر الكاريبي (بطل كأس أبطال الكاريبي)، والستة فِرق المتبقية تذهب إلى الأندية ذات المراكز الستة الأولى في دوري الكونكاكاف المسابقة التي لُعبت بين ثمانية عشر فريقًا من منطقة أمريكا الوسطى، ثلاثة فرق من منطقة البحر الكاريبي وواحد من منطقة أمريكا الشمالية، سيتأهل فريقان على الأقل من منطقة أمريكا الوسطى من خلال دوري الكونكاكاف.

### التوزيع على القارة
تسعة من منطقة أمريكا الشمالية:
- أربعة أندية من  المكسيك
- أربعة أندية من  الولايات المتحدة الأمريكية
- نادي واحد من  كندا

نادي واحد مِن منطقة البحر الكاريبي:
- نادي واحد يتأهل عن طريق كأس أبطال الكاريبي

ستة أندية مِن أمريكا الوسطى أو منطقة البحر الكاريبي أو كندا:
- ستة أندية تتأهل عن طريق دوري الكونكاكاف [الإنجليزية]
- قد يتم استبعاد الأندية واستبدالها بنادي من اتحاد آخر إذا لم يكن لدى النادي ملعب متاح يلبي لوائح الكونكاكاف للسلامة، إذا فشل الاستاد الخاص بالنادي في تلبية المعايير المحددة، فقد يجد ملعبًا بديلاً مناسبًا داخل بلده، ومع ذلك، إذا تم تحديد أن النادي لا يمكنه توفير التسهيلات المناسبة، فإنه يتعرض لخطر هذا الاستبدال.

### طريقة التوزيع داخل الاتحادات

#### منطقة أمريكا الشمالية

##### المكسيك
تم تخصيص أربع مقاعد للمكسيك:- 
 كلها للدوري المكسيكي الممتاز:
- بطل دوري ابرتورا يحصل على مقعد (MEX1)
- بطل دوري كلاوزورا يحصل على مقعد (MEX2)
- وصيف دوري ابرتورا يحصل على مقعد (MEX3)
- وصيف دوري كلاوزورا يحصل على مقعد (MEX4)

##### الولايات المتحدة الأمريكية
تم تخصيص أربع مقاعد للولايات المتحدة الأمريكية:- 
 ثلاثة مقاعد مِنها مِن خلال الدوري الأمريكي:
- بطل الدوري الأمريكي يحصل على مقعد (USA1)
- بطل درع الأنصار يحصل على مقعد (USA2)
- بطل بطولة العودة يحصل على مقعد (USA3)

ومقعد واحد لبطولة كأس الولايات المتحدة الأمريكية
- بطل كأس الولايات المتحدة الأمريكية يحصل على مقعد (USA4)

إذا احتل فريق مقره في كندا أي رصيف مخصص للولايات المتحدة الأمريكية، أو تأهل أي فريق مقره الولايات المتحدة الأمريكية لدوري أبطال الكونكاكاف بأكثر من طريقة، فسيتم تخصيص مكان دوري أبطال الكونكاكاف للفريق الذي يتخذ من الولايات المتحدة الأمريكية مقراً له مع أفضل سجل دوري في آخِر نسخة مِن الدوري الأمريكي والذي لم يتأهل بطريقة أخرى.

##### كندا
تم تخصيص مقعد واحد لكندا:- 
 كلها للبطولة الكندية:
- بطل البطولة الكندية يحصل على مقعد (CAN1)

#### منطقة أمريكا الوسطى
تم تخصيص ستة مقاعد (لمنطقة أمريكا الوسطى وممكن أن يضمن بين واحد وثلاثة مقاعد إضافية لمنطقة البحر الكاريبي و/أو مقعد إضافي لكندا):- 
 كلها لدوري الكونكاكاف:
- بطل دوري الكونكاكاف [الإنجليزية]
- وصيف دوري الكونكاكاف [الإنجليزية]
- ثالث دوري الكونكاكاف [الإنجليزية]
- رابع دوري الكونكاكاف [الإنجليزية]
- خامس دوري الكونكاكاف [الإنجليزية]
- سادس دوري الكونكاكاف [الإنجليزية]

#### منطقة البحر الكاريبي
تم تخصيص مقعد واحد لمنطقة البحر الكاريبي:- 
 كلها لبطولة كأس أبطال الكاريبي:
- بطل كأس أبطال الكاريبي

## معايير الملعب
إذا لم يستطيع النادي في تلبية معايير الملعب، يجب أن يجد النادي ملعبًا مناسبًا في بلده، وإذا فشل النادي في توفير التسهيلات المناسبة، فإنه يتعرض لخطر الاستبدال بفريق آخر. 
 ريال استيلي مِن نيكاراغوا لم يستطيع تنفيذ متطلبات الملعب وهو ملعب إنديبيندنسيا وتم استبداله بفريق آخر لموسمي 2009–10 و2010–11، تم تجديد الملعب منذ ذلك الحين، بما في ذلك ترقيات إضاءة الاستاد وتشارك فرق نيكاراغوا الآن.
 فشل الفريق المؤهل من بليز في تنفيذ متطلبات الاستاد وتم استبداله بفريق آخر في كل موسم من 2009–10 حتى 2014–15.
إذا تم استبعاد واحد أو أكثر من أندية أمريكا الوسطى الخمسة، فسيحل محلها أفضل فريق مِن دوري أمريكا الوسطى. 
 إذا تم استبعاد النادي الكاريبي، فسيحل محله صاحب المركز الثاني في بطولة كأس أبطال الكاريبي.

### سجلات الحضور
هذه الإحصائية في حقبة دوري أبطال الكونكاكاف
| مرتبة | تاريخ          | المضيفون        | الزائرين          | مكان                                                       | حضور   |
| ----- | -------------- | --------------- | ----------------- | ---------------------------------------------------------- | ------ |
| 1     | 8 أبريل 2015   | كلوب أمريكا     | هيريديانو         | ملعب أزتيكا في مكسيكو سيتي، المكسيك                        | 66,208 |
| 2     | 29 أبريل 2015  | إمباكت مونتريال | كلوب أمريكا       | الملعب الأولمبي في مونتريال، كندا                          | 61,004 |
| 3     | 22 أبريل 2015  | كلوب أمريكا     | إمباكت مونتريال   | ملعب أزتيكا في مكسيكو سيتي، المكسيك                        | 56,783 |
| 4     | 23 فبراير 2009 | مونتريال إمباكت | سانتوس لاغونا     | الملعب الأولمبي في مونتريال، كندا                          | 55,571 |
| 5     | 1 مايو 2019    | مونتيري         | تايجرز أونال      | ملعب ببفا بانكومار في غوادالوبي، المكسيك                   | 52,229 |
| 6     | 27 أبريل 2016  | كلوب أمريكا     | تايجرز أونال      | ملعب أزتيكا في مكسيكو سيتي، المكسيك                        | 50638  |
| 7     | 7 مارس 2012    | تورونتو         | لوس أنجلوس غلاكسي | مركز روجرز في تورونتو، كندا                                | 47,658 |
| 8     | 7 مارس 2018    | سياتل ساوندرز   | غوادالاخارا       | ملعب سينشري لينك فيلد في سياتل، الولايات المتحدة الأمريكية | 42,885 |
| 9     | 24 فبراير 2016 | سياتل ساوندرز   | كلوب أمريكا       | ملعب سينشري لينك فيلد في سياتل، الولايات المتحدة الأمريكية | 42,836 |
| 10    | 23 أبريل 2019  | تايجرز أونال    | مونتيري           | ملعب الجامعة في سان نيكولاس                                | 41615  |

## الرعاية
لدوري أبطال الكونكاكاف العديد من الشركات الراعية:
الراعي الرئيسي 
 بنك سكوتيا (الراعي الرئيسي منذ موسم 2014–15).
بقية الرعاة 
 ميلر لايت، موني جرام، مكسيز تيريس ونايكي.
تظهر أسماء الرعاة على اللوحات حول محيط الملعب، ولوحات المقابلات والمؤتمرات الصحفية قبل المباراة وبعدها، نايكي هي أيضًا المزود الرسمي لكرات اللعبة والزي الرسمي للحكم.

## القنوات الناقلة

### داخل الكونكاكاف
| الدولة/المنطقة                                                                                           | القناة      | اللغة      |
| --- | ----------- | ---------- |
| كندا | وان سوكر    | الإنجليزية |
| منطقة البحر الكاريبي                                                                                     | فلو         | الإنجليزية |
| بلدان أمريكا الوسطى كوستاريكا · جمهورية الدومينيكان · السلفادور · غواتيمالا · هندوراس · نيكاراغوا · بنما | إسبان       | الإسبانية  |
| المكسيك                                                                                                  | فوكس سبورتس | الإسبانية  |
| الولايات المتحدة                                                                                         | فوكس سبورتس | الإنجليزية |
| الولايات المتحدة                                                                                         | تي يو دي إن | الإسبانية  |

### خارج الكونكاكاف
يتم بث جميع المباريات الثلاثين عبر كل من صفحة فيسبوك الرسمية للكونكاكاف وقناة يوتيوب مع الميزات المتاحة في جميع المناطق.
 لكن تغطية البث المباشر على Facebook و Youtube غير متوفرة في البلقان.
| دولة            | مذيع          |
| --------------- | ------------- |
| النمسا          | سبورت ديجيتال |
| ألمانيا         | سبورت ديجيتال |
| سويسرا          | سبورت ديجيتال |
| البوسنة والهرسك | سبورت كلور    |
| كرواتيا         | سبورت كلور    |
| الجبل الأسود    | سبورت كلور    |
| مقدونيا         | سبورت كلور    |
| صربيا           | سبورت كلور    |
| سلوفينيا        | سبورت كلور    |

## الأكثر تتويجًا
ملاحظة: هذه الإحصائية توضح عدد مرات التتويج عامةً.

### حسب الأندية
- ترتيب الاندية مبني على: 
(1) عدد البطولات.
(2) عدد مرات الوصافة. 
(3) الفوز بأول لقب أولًا. 
(4) الوصول للنهائي (الوصافة) لأول مرة أولًا.

| النادي                       | عدد مرات تحقيق اللقب | عدد مرات تحقيق الوصافة | سنوات تحقيق اللقب                        | سنوات تحقيق الوصافة          |
| ---------------------------- | -------------------- | ---------------------- | ---------------------------------------- | ---------------------------- |
| أمريكا                       | 7                    | 1                      | 1977، 1987، 1990، 1992، 2006، 2015، 2016 | 2021                         |
| كروز أزول                    | 6                    | 2                      | 1969، 1970، 1971، 1996، 1997، 2014       | 2009، 2010                   |
| باتشوكا                      | 6                    | 0                      | 2002، 2007، 2008، 2010، 2017، 2024       |                              |
| مونتيري                      | 5                    | 0                      | 2011، 2012، 2013، 2019، 2021             |                              |
| ديبورتيفو سابريسا            | 3                    | 2                      | 1993، 1995، 2005                         | 2004، 2008                   |
| أونيفرسيداد ناسيونال         | 3                    | 2                      | 1980، 1982، 1989                         | 2005، 2022                   |
| ترانسفال                     | 2                    | 3                      | 1973، 1981                               | 1974، 1975، 1986             |
| تولوكا                       | 2                    | 3                      | 1968، 2003                               | 1998، 2006، 2014             |
| الآخولنسي                    | 2                    | 3                      | 1986، 2004                               | 1971، 1992، 1999             |
| أولمبيا                      | 2                    | 2                      | 1972، 1988                               | 1985، 2000                   |
| ديفينس فورس                  | 2                    | 2                      | 1978، 1985                               | 1987، 1988                   |
| غوادالاخارا                  | 2                    | 2                      | 1962، 2018                               | 1963، 2007                   |
| أتلانتي                      | 2                    | 1                      | 1983، 2009                               | 1994                         |
| اتلتيكو اسبانيول             | 2                    | 1                      | 1975، 1999                               | 1996                         |
| تايجرز أونال                 | 1                    | 3                      | 2020                                     | 2016، 2017، 2019             |
| كوميونيكيشنس                 | 1                    | 2                      | 1978                                     | 1962، 1969                   |
| ميونيسيبال                   | 1                    | 1                      | 1974                                     | 1995                         |
| نيكاكسا                      | 1                    | 1                      | 1999                                     | 1996                         |
| لوس أنجلوس غلاكسي            | 1                    | 1                      | 2000                                     | 1997                         |
| كلوب ليون                    | 1                    | 1                      | 2023                                     | 1993                         |
| راكينغ                       | 1                    | 0                      | 1963                                     |                              |
| اليانزا                      | 1                    | 0                      | 1967                                     |                              |
| اجويلا                       | 1                    | 0                      | 1976                                     |                              |
| جامعة غوادالاخارا            | 1                    | 0                      | 1978                                     |                              |
| سانتانيكوس أسوشيتد           | 1                    | 0                      | 1979                                     |                              |
| فيوليت                       | 1                    | 0                      | 1984                                     |                              |
| بويبلا                       | 1                    | 0                      | 1991                                     |                              |
| كارتاجينيس                   | 1                    | 0                      | 1994                                     |                              |
| دي.سي. يونايتد               | 1                    | 0                      | 1998                                     |                              |
| سياتل ساوندرز                | 1                    | 0                      | 2022                                     |                              |
| روبينهود                     | 0                    | 5                      |                                          | 1972, 1976, 1977, 1982, 1983 |
| سي أر كى اس اف يونغ كولومبيا | 0                    | 2                      |                                          | 1967, 1979                   |
| اف سي بينار ديل ريو          | 0                    | 2                      |                                          | 1989, 1990                   |
| أتلتيكو موريليا              | 0                    | 2                      |                                          | 2002, 2003                   |
| سانتوس لاغونا                | 0                    | 2                      |                                          | 2012, 2013                   |
| لوس أنجلوس                   | 0                    | 2                      |                                          | 2020, 2023                   |
| بوماس دي لا يو ان ايه ان     | 0                    | 1                      |                                          | 1980                         |
| ديبورتيفو أتلتيكو مارتي      | 0                    | 1                      |                                          | 1981                         |
| نادي الشرطة                  | 0                    | 1                      |                                          | 1991                         |
| ريال سالت ليك                | 0                    | 1                      |                                          | 2011                         |
| إمباكت مونتريال              | 0                    | 1                      |                                          | 2015                         |
| نادي تورونتو                 | 0                    | 1                      |                                          | 2018                         |
| كولومبوس كرو                 | 0                    | 1                      |                                          | 2024                         |

### حسب الدولة
| الترتيب | الدول            | الأبطال | الوصيف | الأبطال | الوصيف |
| ------- | ---------------- | ------- | ------ | --- | --- |
| 1       | المكسيك          | 38      | 20     | نادي أمريكا (7)، كروز آزول (6)، باتشوكا (5)، مونتيري (5)، أونيفرسيداد ناسيونال (3)، تولوكا (2)، أتلانتي (2)، غوادالاخارا (2)، نيكاكسا (1)، بويبلا (1)، جامعة غوادالاخارا (1)، اتلتيكو اسبانيول (1) تايجرز أونال (1)، كلوب ليون (1) | تولوكا (3)، تايجرز أونال (3)، غوادالاخارا (2)، كروز آزول (2)، أتلتيكو موريليا (2)، سانتوس لاغونا (2)، جامعة غوادالاخارا (1)، نيكاكسا (1)، أتلانتي إف سي (1)، كلوب ليون (1)، نادي أمريكا (1)، أونيفرسيداد ناسيونال (1) |
| 2       | كوستاريكا        | 6       | 5      | ديبورتيفو سابريسا (3)، الآخولنسي (2)، كارتاجينيس (1) | الآخولنسي (3)، سابريسا (2) |
| 3       | الولايات المتحدة | 3       | 3      | دي.سي. يونايتد (1)، لوس أنجلوس غلاكسي (1)، سياتل (1) | لوس أنجلوس غلاكسي (1)، ريال سالت ليك (1)، لوس أنجلوس (2) |
| 4       | السلفادور        | 3       | 1      | اليانزا (1)، اجويلا (1)، سانتانيكوس أسوشيتد (1) | ديبورتيفو أتلتيكو مارتي (1) |
| 5       | سورينام          | 2       | 8      | ترانسفال (2) | روبينهود (5)، ترانسفال (3) |
| 6       | غواتيمالا        | 2       | 3      | ميونيسيبال (1)، كوميونيكيشنس (1) | كوميونيكيشنس (2)، ميونيسيبال (1) |
| 6       | هندوراس          | 2       | 3      | أولمبيا (2) | أولمبيا (2)، بوماس دي لا يو ان ايه ان (1) |
| 6       | ترينيداد وتوباغو | 2       | 3      | ديفينس فورس (2) | ديفينس فورس (2)، نادي الشرطة (1) |
| 9       | هايتي            | 2       | 0      | راكينغ (1)، فيوليت (1) | |
|         | كندا             | 0       | 2      | | إمباكت مونتريال (1)، نادي تورونتو (1) |
| 10      | كوبا             | 0       | 2      | | اف سي بينار ديل ريو (2) |
| 10      | كوراساو          | 0       | 2      | | سي أر كى اس اف يونغ كولومبيا (2) |

## الجوائز
| الموسم  | الهداف (الحذاء الذهبي) | الهداف (الحذاء الذهبي) | أفضل لاعب (الكرة الذهبية)         | أفضل لاعب (الكرة الذهبية)         | أفضل حارس مرمى (القفاز الذهبي)    | أفضل حارس مرمى (القفاز الذهبي)    |
| الموسم  | اللاعب (عدد الأهداف)   | النادي                 | لاعب                              | نادي                              | لاعب                              | النادي                            |
| ------- | ---------------------- | ---------------------- | --------------------------------- | --------------------------------- | --------------------------------- | --------------------------------- |
| 2008–09 | خافيير اوازكو (7)      | كروز آزول              | تم منحها لأول مرة في موسم 2011–12 | تم منحها لأول مرة في موسم 2011–12 | تم منحها لأول مرة في موسم 2012–13 | تم منحها لأول مرة في موسم 2012–13 |
| 2009–10 | إليسيس مينديفيل (9)    | باتشوكا                | تم منحها لأول مرة في موسم 2011–12 | تم منحها لأول مرة في موسم 2011–12 | تم منحها لأول مرة في موسم 2012–13 | تم منحها لأول مرة في موسم 2012–13 |
| 2010–11 | خافيير اوازكو (11)     | كروز آزول              | تم منحها لأول مرة في موسم 2011–12 | تم منحها لأول مرة في موسم 2011–12 | تم منحها لأول مرة في موسم 2012–13 | تم منحها لأول مرة في موسم 2012–13 |
| 2011–12 | هومبيرتو سوازو (7)     | مونتيري                | أوريبي بيرالتا                    | سانتوس لاغونا                     | تم منحها لأول مرة في موسم 2012–13 | تم منحها لأول مرة في موسم 2012–13 |
| 2012–13 | نيكولاس مونيوث (6)     | إيسيدرو ميتابان        | ألدو دي نيجيريس                   | مونتيري                           | أوزفالدو سانشيز                   | سانتوس لاغونا                     |
| 2012–13 | داروين كينتيرو (6)     | سانتوس لاغونا          | ألدو دي نيجيريس                   | مونتيري                           | أوزفالدو سانشيز                   | سانتوس لاغونا                     |
| 2013–14 | راؤول نافا (7)         | تولوكا                 | ماريانو بافوني                    | كروز آزول                         | الفريدو تالافيرا                  | تولوكا                            |
| 2014–15 | داريو بينيديتو (7)     | نادي أمريكا            | داريو بينيديتو                    | نادي أمريكا                       | إيفان بوش                         | مونتريال إمباكت                   |
| 2014–15 | أوريبي بيرالتا (7)     | نادي أمريكا            | داريو بينيديتو                    | نادي أمريكا                       | إيفان بوش                         | مونتريال إمباكت                   |
| 2015–16 | إيمانويل فيلا (6)      | كويريتارو              | إيمانويل فيلا                     | نادي أمريكا                       | هوغو غونزاليس دوران               | نادي أمريكا                       |
| 2016–17 | هيرفينغ لوزانو (8)     | باتشوكا                | فرانكو يارا                       | باتشوكا                           | الفونسو بلانكو انتونيز            | باتشوكا                           |
| 2018    | جوناثان أوسوريو (4)    | تورونتو                | سيباستيان جيوفينكو                | تورونتو                           | رودولفو كوتا                      | غوادالاخارا                       |
| 2019    | إينر فالنسيا (7)       | تايجرز أونال           | نيكولاس سانشيز                    | مونتيري                           | مارسيلو باروفيرو                  | مونتيري                           |
| 2020    | أندريه بيير غينياك (6) | تايجرز أونال           | أندريه بيير غينياك                | تايجرز أونال                      | ناهويل غوزمان                     | تايجرز أونال                      |
| 2021    | كاسبر برزيبيلكو (5)    | فيلادلفيا يونيون       | روجيليو فونيس موري                | مونتيري                           | غييرمو أوتشوا                     | نادي أمريكا                       |

| الموسم  | أفضل لاعب شاب                     | أفضل لاعب شاب                     | جائزة اللعب النظيف                |
| الموسم  | لاعب                              | النادي                            | النادي                            |
| ------- | --------------------------------- | --------------------------------- | --------------------------------- |
| 2008–09 | تم منحها لأول مرة في موسم 2014–15 | تم منحها لأول مرة في موسم 2014–15 | تم منحها لأول مرة في موسم 2013–14 |
| 2009–10 | تم منحها لأول مرة في موسم 2014–15 | تم منحها لأول مرة في موسم 2014–15 | تم منحها لأول مرة في موسم 2013–14 |
| 2010–11 | تم منحها لأول مرة في موسم 2014–15 | تم منحها لأول مرة في موسم 2014–15 | تم منحها لأول مرة في موسم 2013–14 |
| 2011–12 | تم منحها لأول مرة في موسم 2014–15 | تم منحها لأول مرة في موسم 2014–15 | تم منحها لأول مرة في موسم 2013–14 |
| 2012–13 | تم منحها لأول مرة في موسم 2014–15 | تم منحها لأول مرة في موسم 2014–15 | تم منحها لأول مرة في موسم 2013–14 |
| 2013–14 | تم منحها لأول مرة في موسم 2014–15 | تم منحها لأول مرة في موسم 2014–15 | لوس أنجلوس غلاكسي                 |
| 2014–15 | مارتين إدواردو زونيغا             | نادي أمريكا                       | باتشوكا                           |
| 2015–16 | ألبيرث إليس                       | أولمبيا                           | كويريتارو                         |
| 2016–17 | هيرفينغ لوزانو                    | باتشوكا                           | دالاس                             |
| 2018    | رودولفو بيزارو                    | غوادالاخارا                       | نيويورك ريد بولز                  |
| 2019    | جوناثان غونزاليس                  | مونتيري                           | سبورتينغ كانساس سيتي              |
| 2020    | دييجو بالاسيوس                    | لوس أنجلوس غلاكسي                 | تايجرز أونال                      |
| 2021    | فيديريكو فيناش                    | كلوب أمريكا                       | مونتيري                           |

ملاحظة؛
1. ↑  عُرِفت الجائزة باسم جائزة المستقبل المُشرق لموسم 2014–15.

## وصلات خارجية
لا توجد روابط لمواقع التواصل الاجتماعي.

- الموقع الرسمي للمسابقة